# Municipio de Birch Cooley
El municipio de Birch Cooley (en inglés: Birch Cooley Township) es un municipio ubicado en el condado de Renville en el estado estadounidense de Minnesota. En el año 2010 tenía una población de 245 habitantes y una densidad poblacional de 2,28 personas por km².

## Geografía
El municipio de Birch Cooley se encuentra ubicado en las coordenadas 44°33′40″N 94°56′19″O / 44.56111, -94.93861. Según la Oficina del Censo de los Estados Unidos, el municipio tiene una superficie total de 107.41 km², de la cual 107,33 km² corresponden a tierra firme y (0,07 %) 0,08 km² es agua.

## Demografía
Según el censo de 2010, había 245 personas residiendo en el municipio de Birch Cooley. La densidad de población era de 2,28 hab./km². De los 245 habitantes, el municipio de Birch Cooley estaba compuesto por el 91,02 % blancos, el 3,27 % eran amerindios, el 1,63 % eran asiáticos, el 1,22 % eran de otras razas y el 2,86 % eran de una mezcla de razas. Del total de la población el 4,08 % eran hispanos o latinos de cualquier raza.